# St. Georg (Baldersheim)
Koordinaten: 49° 33′ 9″ N, 10° 2′ 36″ O
Die römisch-katholische Pfarrkirche St. Georg ist ein denkmalgeschütztes Kirchengebäude, das im Stadtteil Baldersheim der Stadt Aub im Landkreis Würzburg in Unterfranken steht. Das Bauwerk ist unter der Denkmalnummer D-6-79-114-89 als Baudenkmal in die Bayerische Denkmalliste eingetragen. Die Pfarrgemeinde gehört zur Pfarreiengemeinschaft Aub-Gelchsheim im Dekanat Ochsenfurt des Bistums Würzburg.

## Beschreibung

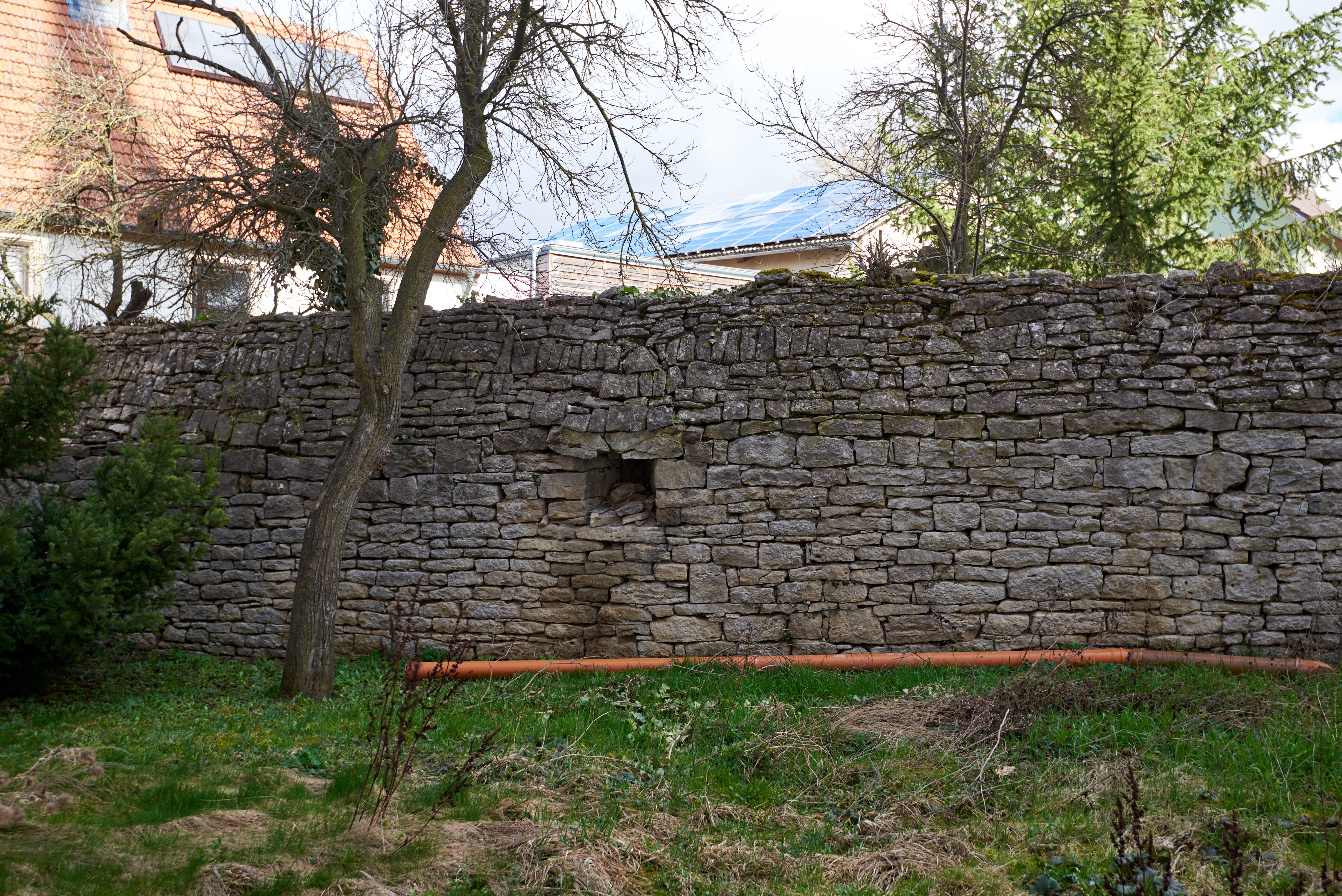
Kirchhofmauer mit Schießscharten

Die, von einer mittelalterlichen Kirchhofmauer umgebene, Pfarrkirche wurde von 1611 bis 1616 unter Julius Echter von Mespelbrunn neu erbaut. Der Chorturm im Osten ist ein typischer Julius-Echter-Turm. In seinem Glockenstuhl hängen fünf Kirchenglocken, die 1955 bei der Erdinger Glockengießerei gegossen wurden.
Der neugotische Hochaltar ist von 1878, die Seitenaltäre von 1887. Das Langhaus wurde 1901 verändert. Die Kreuzwegstationen schuf Heinz Schiestl 1901. Die Gemälde auf der Kassettendecke hat Eulogius Böhler 1901 gestaltet. Der neugotische Orgelprospekt auf der Empore ist ebenfalls von 1901. Hinter ihm verbirgt sich die 1974 von Winfried Elenz gebaute Orgel mit 19 Registern, zwei Manualen und  Pedal. 1970 erfolgte eine Umgestaltung des Innenraums. Vor dem Hochaltar wurde ein Volksaltar aufgestellt. Anstelle der Seitenaltäre von 1887 befinden sich dort jetzt Statuen von Heiligen. Die Kanzel von 1887 dient heute als Ambo.